# Tikhov (cráter marciano)
Tikhov es un cráter de impacto perteneciente al cuadrángulo Hellas del planeta Marte. Sus coordenadas son 51.1° sur y 254.3° oeste, y tiene 111 km de diámetro.  Su nombre fue aprobado en 1973 por la Unión Astronómica Internacional (IAU), y conmemora al astrónomo soviético Gavriil Tíjov.
Otros cráteres prominentes cercanos son Wallace al sureste, Secchi al sur y Krishtofovich, más lejano, al oeste-noroeste. Aproximadamente 500 km al norte del brocal del cráter se halla Euripus Mons. 
| [[File:Wikitikhov.jpg\|1200px\|alt={{{Alt\|{{{descripción}}}]]                                                                       |
| Cráter Tikhov, fotografía de la cámara CTX a bordo del Mars Reconnaissance Orbiter. (El norte, hacia la izquierda de la fotografía). |